# Syzygium cavitense
Syzygium cavitense är en myrtenväxtart som beskrevs av Elmer Drew Merrill. Syzygium cavitense ingår i släktet Syzygium och familjen myrtenväxter. Inga underarter finns listade i Catalogue of Life.